# Grand Prix Bari 1984
Il Grand Prix Bari 1984, noto come Kim Top Line per motivi di sponsorizzazione, è stato un torneo professionistico maschile di tennis giocato sulla terra rossa. È stata la 4ª edizione del torneo, le prime tre facevano parte del circuito Challenger mentre questa è stata la prima inserita nel circuito Grand Prix e si è svolta nell'ambito del Grand Prix 1984. Si è giocato dal 2 all'8 aprile 1984 al Circolo Tennis Bari di Bari, in Italia.

## Campioni

### Singolare
Henrik Sundström ha battuto in finale  Pedro Rebolledo con il punteggio di 7–5, 6–4

### Doppio
Stanislav Birner /  Libor Pimek hanno battuto in finale  Marcel Freeman /  Tim Wilkison con il punteggio di 2–6, 7–6, 6–4